# Phronia agilis
Phronia agilis är en tvåvingeart som beskrevs av Gagne 1975. Phronia agilis ingår i släktet Phronia och familjen svampmyggor. Inga underarter finns listade i Catalogue of Life.